# Sarah Parker Remond
Pour les articles homonymes, voir Remond.
Sarah Parker Remond, née le 6 juin 1826 à Salem (Massachusetts, États-Unis) et morte le 13 décembre 1894 à Florence (Royaume d’Italie), est une conférencière et médecin américaine militante abolitionniste et féministe.
Femme noire née libre dans l'État du Massachusetts, elle devient une militante internationale pour les droits de l'homme et le droit de vote des femmes.
Membre de l'American Anti-Slavery Society, en 1858, Remond choisit de se rendre en Grande-Bretagne pour obtenir des appuis à la cause abolitionniste en pleine expansion aux États-Unis.
Elle se rend ensuite en Italie en 1867 pour suivre une formation médicale à Florence, où elle devient médecin. Elle pratique la médecine pendant près de 20 ans en Italie et y reste jusqu'à la fin de sa vie, mourant à Rome à l'âge de 68 ans.

## Jeunesse
Née à Salem dans le Massachusetts le 6 juin 1826, Sarah Remond est la fille de John Remond et Nancy, née Lenox. Nancy est née à Newton (Massachusetts), fille de Cornelius Lenox, un vétéran de la  guerre d'indépendance des États-Unis qui a combattu dans la Continental Army, et de Susanna Perry. John Remond est une personne de couleur libre qui a immigré au Massachusetts depuis la colonie néerlandaise de Curaçao à l'âge de 10 ans en 1798. John et Nancy se sont mariés en octobre 1807 à l'église baptiste africaine de Boston. Ils bâtissent une entreprise prospère de restauration, d'approvisionnement et de coiffure à Salem et deviennent des entrepreneurs et des militants reconnus.
Sarah Remond grandit dans une fratrie composée de 8 à 11 enfants. Les Remond essaient d'inscrire leurs enfants dans une école privée, mais ils sont rejetés en raison de leur couleur de peau. Sarah et ses sœurs sont acceptées dans un lycée local pour filles qui n'est pas soumis à la ségrégation raciale, mais elles sont par la suite renvoyées, car le comité scolaire prévoit de créer une école séparée pour les enfants Afro-Américains. Remond décrit plus tard l'incident comme gravé dans son cœur « comme la lettre écarlate d'Hester ».
En 1835, la famille Remond déménage à Newport (Rhode Island), dans l'espoir de pouvoir éduquer leurs enfants dans un environnement moins raciste. Cependant, là aussi, les établissements scolaires refusent les élèves noirs. Sarah fait finalement ses études dans une école privée fondée par un groupe d'Afro-Américains influents.
En 1841, la famille Remond revient à Salem. Sarah poursuit ses études par elle-même, en assistant à des concerts et à des conférences, et en se cultivant dans des livres, des brochures et des journaux empruntés à des amis ou achetés à la société anti-esclavagiste de sa communauté. La famille Remond loge également des étudiantes inscrites à l'école pour filles locale, dont Charlotte Forten Grimké.
Trois des sœurs de Sarah, Cecilia (mariée à James Babcock), Maritchie Juan et Caroline (mariée à Joseph Putnam), possèdent ensemble un salon de coiffure pour femmes à Salem, ainsi que la plus grande usine de perruques de l'état. Leur sœur aînée Nancy a épousé James Shearman, un marchand d'huîtres. Son frère Charles Remond devient abolitionniste et orateur ; John Remond, un autre frère, épouse Ruth Rice, l'une des deux femmes élues au comité des finances de la Convention des citoyens de couleur de la Nouvelle-Angleterre de 1859,.

## Activisme anti-esclavagiste
Salem dans les années 1840 est un centre d'activité anti-esclavagiste et toute la famille s'engage dans le mouvement abolitionniste naissant aux États-Unis. La maison des Remond est un refuge pour les abolitionnistes noirs et blancs ; ils accueillent de nombreux dirigeants du mouvement, dont William Lloyd Garrison et Wendell Phillips, ainsi que des esclaves en fuite cherchant à se rendre au nord du pays vers la liberté. Le frère aîné de Sarah, Charles Lenox Remond, est le premier conférencier noir de l'American Anti-Slavery Society et est considéré comme l'un des principaux abolitionnistes noirs. Nancy Remond est l'une des fondatrices de la Salem Female Anti-Slavery Society. En plus d'enseigner à ses filles la cuisine et la couture, elle les incite à participer à la société et à rechercher la liberté. Avec sa mère et ses sœurs, Sarah Remond participe activement aux sociétés anti-esclavagistes féminines de l'État et du comté, notamment à la Salem Female Anti-Slavery Society, à la New England Anti-Slavery Society et à la Massachusetts Anti-Slavery Society. Elle assiste également régulièrement à des conférences anti-esclavagistes à Salem et à Boston.
Avec le soutien moral et financier de sa famille, Sarah Remond se lance dans les conférences anti-esclavagistes, prononçant son premier discours contre l'esclavage à l'âge de 16 ans, avec son frère Charles, à Groton, en juillet 1842. En 1853, elle se fait connaître parmi les abolitionnistes lorsqu'elle refuse de s'asseoir dans une section de théâtre réservée aux personnes de couleur au Howard Athenaeum de Boston. Après son refus, elle est expulsée du théâtre et est poussée dans les escaliers. Elle poursuit alors le théâtre en justice et obtient gain de cause, recevantt 500 $ de dédommagement et des excuses de la direction du théâtre, qui est contrainte de mettre fin aux sections ségréguées,.
En 1856, Remond est engagée par l'American Anti-Slavery Society avec son frère Charles, déjà bien connu aux États-Unis et en Grande-Bretagne, et Susan B. Anthony, pour donner une série de conférences dans l'État de New York sur les questions anti-esclavagistes. Au cours des deux années qui suivent, elle s'exprime également dans les Massachusetts, en Ohio, au Michigan et en Pennsylvanie. Bien qu'inexpérimentée, elle devient rapidement une oratrice convaincante. William Lloyd Garrison fait l'éloge de son « air calme et digne, son charme et ses appels sincères à la conscience et au cœur ». Au fil du temps, elle devient l'une des conférencières les plus persuasives et puissantes de la Society.

## Grande-Bretagne

### Conférences anti-esclavagistes

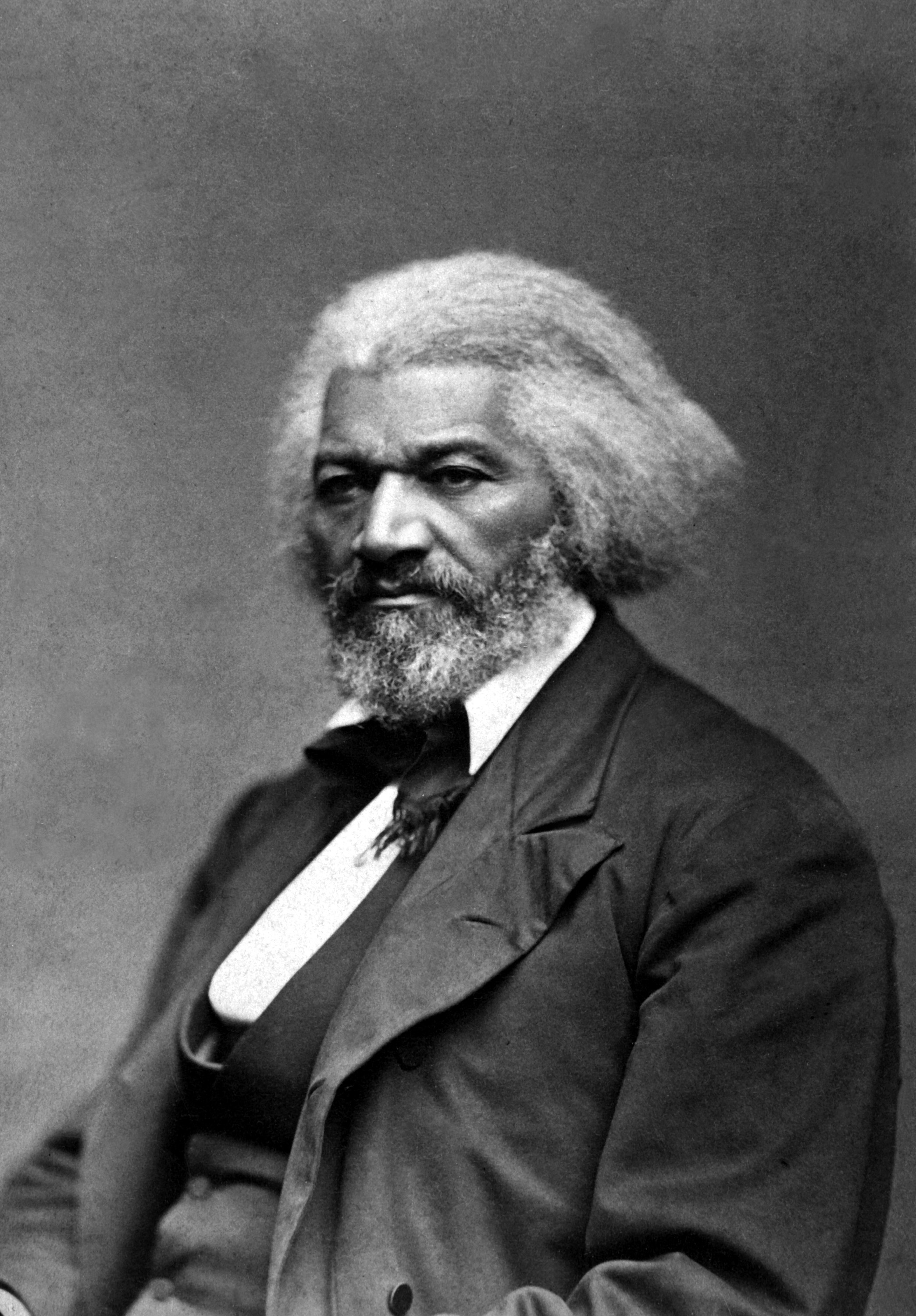
Frederick Douglass, vers 1879, avec qui elle a voyagé en Grande-Bretagne.

Sarah Remond est invitée à défendre la cause des abolitionnistes américains en Grande-Bretagne, comme son frère Charles l'avait fait dix ans plus tôt. Accompagnée du révérend Samuel May Jr., elle quitte Boston pour Liverpool le 28 décembre 1858 sur le bateau à vapeur Arahia. Ils arrivent à Liverpool le 12 janvier 1859, après un voyage inconfortable en hiver : le navire s'est couvert de glace et de neige, et a tellement tangué et secoué que de nombreux passagers sont tombés malades, dont Sarah. Elle donne sa première conférence anti-esclavagiste en Angleterre le 21 janvier 1859 au Tuckerman Institute. Sa deuxième conférence, « Slave Life in America » (« Vie d'esclave en Amérique »), a eu lieu quelques jours plus tard, le 24 janvier. Dans ces discours, elle parle avec éloquence du traitement inhumain réservé aux esclaves aux États-Unis ; ses histoires choquent nombre de ses auditeurs. Elle dénonce également la discrimination subie par les Noirs libres aux États-Unis.
Entre 1859 et 1861, elle donne plus de quarante-cinq conférences en Angleterre, en Irlande et en Écosse, (notamment à Warrington, Manchester, Londres et Leeds) et recueille des fonds pour la cause anti-esclavagiste. Elle apparait à trois reprises avec Frederick Douglass. Avant de partir, Remond s'attendait à affronter des préjugés similaires à ceux qu'elle rencontraoit aux États-Unis, écrivant à Abby Kelly Foster qu'elle ne craignait pas « le vent ni les vagues, mais je sais que peu importe comment je vais, l'esprit de préjugé me rencontrera » ; elle s'étonne donc de ne pas avoir à affronter autant de préjugés qu'aux Etats-Unis : « J'ai été accueillie ici comme une sœur par des femmes blanches pour la première fois de ma vie », écrit-elle dans une lettre à Abby Kelly Foster : « J'ai reçu une bienveillance qui ne m'avait jamais été offerte auparavant. »
Sarah est acclamée pour ses discours, dans lesquels elle se prononce contre l'esclavage et la discrimination raciale ; elle souligne l'exploitation sexuelle des femmes noires esclaves. Elle fait appel à des thèmes communs trouvés dans la fiction sentimentale, tels que la famille, la féminité et le mariage, pour provoquer une réponse émotionnelle chez son public. Au cours de sa tournée en Irlande, elle compare le sort de l'esclave africain à celui des travailleurs de la classe ouvrière, provoquant l'inquiétude chez ses soutiens des classes moyenne et supérieures.
Dès le début de la guerre de Sécession (1861-1865), elle s'emploie à renforcer le soutien des britanniques pour l'Union et son blocus de la Confédération. Les usines textiles britanniques étant fortement dépendantes du coton américain du sud des États-Unis, elle se concentre sur ce sujet dans ses conférences. Dans un discours de 1862, elle implore son auditoire londonien de ne « laisser aucune diplomatie politique, aucune intimidation de propriétaires d'esclaves, aucune pénurie de coton, aucune crainte d'insurrections d'esclaves empêcher le peuple de Grande-Bretagne de maintenir sa position d'ami de l'opprimé noir. » Après la fin de la guerre, elle axe ses conférences sur les millions d'esclaves affranchis aux États-Unis, sollicitant des fonds et des vêtements pour ceux-ci. Elle est un membre actif de la London Emancipation Society et de la Freedman's Aid Association à Londres. Au milieu des années 1860, elle publie une lettre de Londres dans le Daily News protestant contre l'aggravation des préjugés raciaux du fait des planteurs des Caraïbes et du sud des États-Unis.

### Etudes et féminisme
D'octobre 1859 à juin 1861, Sarah Remond entreprend des études au Bedford College (qui fera plus tard partie de l'université de Londres). Elle étudie le français, le latin, la littérature anglaise, la musique, l'histoire et l'élocution ; elle continue à donner ses propres conférences pendant les vacances universitaires Au cours de cette période, elle voyage également à Rome et à Florence en Italie.
Elle continue à militer pour les causes abolitionnistes et féministes en Grande-Bretagne. Elle est d'abord membre du London Emancipation Committee, puis contribue à fonder et siège au comité exécutif de la Ladies' London Emancipation Society, créée en 1863. On pense qu'elle est la seule femme noire parmi les 1500 signataires d'une pétition de 1866 réservée aux femmes qui demandait le droit de vote pour les femmes. De retour brièvement aux États-Unis, elle rejoint l'American Equal Rights Association qui demande l'accès au vote pour les femmes et les Afro-Américains.
Elle poursuit ses études au London University College, où elle obtient son diplôme d'infirmière.

## Italie

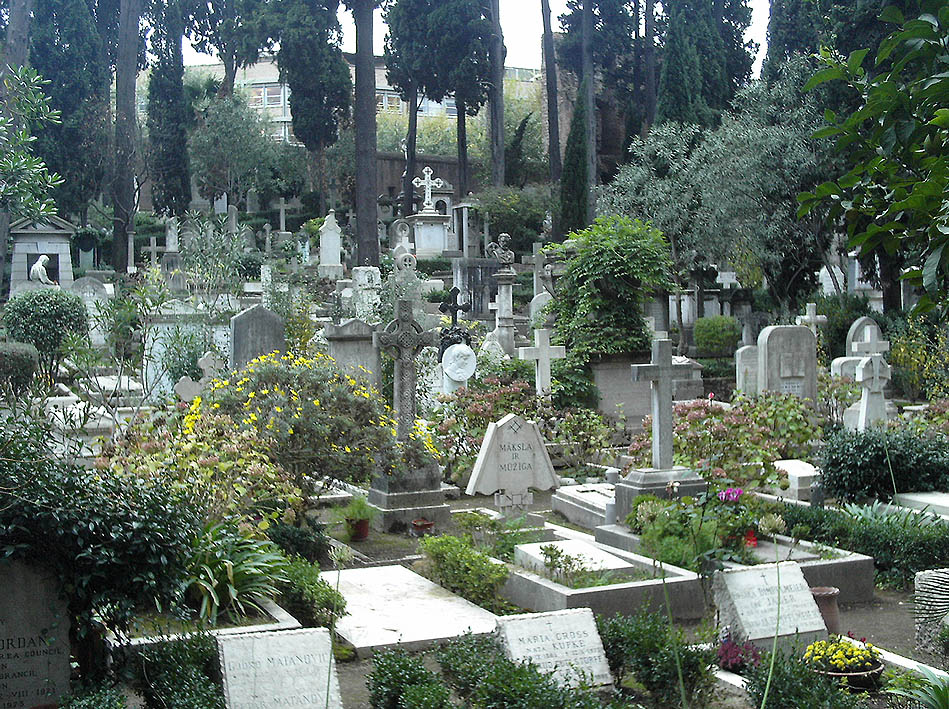
Cimetière anglais de Rome où est enterrée Sarah Remond.

En 1867, à l'âge de 42 ans, Sarah Remond s'installe définitivement à Florence. Elle s'inscrit à l'école de médecine de l'hôpital Santa Maria Nuova. À l'époque, cet établissement est l'une des écoles de médecine les plus prestigieuses d'Europe. Elle obtient son diplôme de médecin en août 1868.
Après avoir terminé ses études, elle reste à Florence pendant de nombreuses années, puis réside à Rome à partir de 1880,. Elle pratique la médecine pendant plus de 20 ans en Italie, sans jamais retourner aux États-Unis. Ses sœurs Caroline et Maritcha l'y rejoignent. Frederick Douglass rencontre les trois femmes lors d'une visite à Rome en 1886.
Le 25 avril 1877, Remond épouse Lazzaro Pintor (1833-1913), un employé de bureau italien originaire de Sardaigne. Elle meurt le 13 décembre 1894 à Rome et est enterrée au cimetière anglais de Rome.

## Hommages
En 1999, le Capitole de l'État du Massachusetts décide de mettre à l'honneur six femmes exceptionnelles de l'État en installant une série de six grands panneaux de marbre contenant chacun un buste en bronze ; les bustes figurent Sarah Remond, Dorothea Dix, Florence Luscomb, Mary Kenney O'Sullivan, Josephine St. Pierre Ruffin et Lucy Stone,. Deux citations de chacune de ces femmes sont gravées sur leur panneau de marbre.
L'anthologie de 2019 Daughters of Africa, éditée par Margaret Busby, comprend deux discours de Sarah Parker Remond : « Why Slavery is Still Rampant » et « The Negro Race in America » (une lettre à la rédaction du Daily News de Londres, en 1866),.
En 2020, l'University College de Londres renomme son Centre pour l'Etude du Racisme & de la Racialisation en « Centre UCL Sarah Parker Remond », avec le professeur Paul Gilroy comme directeur.
Le roman à succès, La linea del colori: Il Grand Tour di Lafanu Brown de l'écrivain somalien Igiaba Scego (Florence, Giunti Editore, 2020), en italien, combine le personnage de la sculptrice afro-américaine Edmonia Lewis et celui de Sarah Parker Remond,.
En 2021, l'université de Chester détaille ses plans pour déplacer la majorité de son offre d'enseignement dans le centre-ville de Warrington, situé dans une propriété nouvellement rebaptisée Sarah Parker Remond Building,.
En septembre 2021, Sarah Remond est honorée à Wakefield, dans le Yorkshire de l'Ouest, où elle a pris la parole lors de sa tournée de 1859 à 1860 en Angleterre et en Irlande, faisant campagne contre les maux de l'esclavage, après avoir été invitée par Elizabeth Dawson de la Wakefield Ladies 'Anti-Slavery Society,,. Après que Sarah Remond soit intervenue, l'association mixte Wakefield Anti-Slavery est créée le 12 janvier 1860 au Corn Exchange,.
Une plaque bleue commémorative du Nubian Jak Community Trust en son honneur est dévoilée à Londres le 25 mars 2022,,.